# Войнович, Горан
Го́ран Во́йнович (словен. Goran Vojnović, 11 июня 1980, Любляна) — словенский писатель, поэт и журналист, кинорежиссёр, сценарист.

## Биография
Окончил Академию театра, радио, кино и телевидения Люблянского университета. Как писатель дебютировал в 1998 книгой стихов. Снял несколько короткометражных фильмов, выступает со статьями о кино. Шумную известность приобрел его родившийся из недописанного сценария роман об иммигрантах Чефуры, вон! (2008), тут же переведенный на несколько языков; в 2013 автор снял по нему полнометражный игровой фильм. За этот роман Войнович получил иск от словенской полиции, отозванный на следующий же день под давлением общественности и СМИ.

## Литературные публикации
- Lep je ta svet, стихи (1998)
- Чефуры, вон!/ Čefurji raus!, роман (2008, премия Прешерна, Kresnik Award; хорв. и босн. пер. 2009, серб. и польск. пер. 2010, чеш пер. 2011)
- Когда Джимми Чу встречает Фиделя Кастро/ Ko Jimmy Choo sreča Fidela Castra, газетные репортажи (2010)
- Югославия, моя страна/ Jugoslavija, moja dežela, роман (2011, серб. пер. 2012)

## Фильмография
- Доброго пути, Недим/ Sretan put Nedime, сценарий короткометражного фильма (2006)
- Китайцы приезжают/ Kitajci prihajajo, короткометражный, сценарий и режиссура (2008)
- Piran-Pirano, сценарий и режиссура (2008)
- Чефуры, вон!/ Cefurji raus!, сценарий и режиссура (2013)